# Девять в списке мёртвых
«Девять в списке мёртвых» (англ. Nine Dead) —  американский триллер 2009 года, режиссёр Крис Шэдли, продюсер Паула Харт, сценарист Патрик Веге Махони. Съемки начались 6 июля 2008 года и закончились 27 июля 2008 года. Фильм провел несколько месяцев без дистрибьютора, позже на эту роль был выбран New Line Cinema и фильм вышел в США в ограниченном числе кинотеатров 6 ноября 2009 года. Фильм был выпущен на DVD 9 марта 2010 году в США.
- Слоган фильма: «It doesn't have to end this way» (рус. «Это не должно так закончиться»)

## Сюжет
Девять людей, на первый взгляд не связанных между собой, похищены загадочным человеком в маске. Каждый из похищенных скрывает свою «правду» и отчаянно не хочет, чтобы она всплыла наружу. Каждый из них знает частичку общей истории, что их объединяет, на разъяснение каждому из них дано десять минут. История, которая погубила невинного юношу. Они не освободятся, пока не поймут, как связаны друг с другом.

## В ролях
| Актёр              | Роль                  |
| ------------------ | --------------------- |
| Мелисса Джоан Харт | Келли Мерфи           |
| Джон Терри         | Убийца                |
| Чип Бент           | Салли Фентон          |
| Лоуренс Тернер     | Куган                 |
| Эдрик Браун        | Леон                  |
| Джон Кейтс         | Кристиан Коллингсворт |
| Марк Маколей       | Отец Фрэнсис          |
| Люсиль Сунг        | Чен                   |
| Джеймс Виктор      | Эдди Вигода           |
| Уильям Ли Скотт    | Дин Джексон           |
| Эмили Харт         | Йорк                  |